# Lingüística aplicada
La lingüística aplicada és l'enfocament de la lingüística orientat a l'ús de les teories lingüístiques per a la resolució d'aspectes lingüístics concrets, com ara en l'aprenentatge de llengües estrangeres, la traducció automàtica, etcètera. Es tracta d'una ciència jove que durant molt de temps s'ha considerat una subàrea de la lingüística i que a poc a poc ha anat reconvertint-se en una orientació d'aquesta disciplina. Es caracteritza pel seu caràcter multidisciplinari, que agrupa l'estudi transversal de les diverses disciplines que tenen alguna relació directa o indirecta amb el llenguatge. L'objectiu principal de la lingüística aplicada és proposar principis i desenvolupar mètodes encarats a la solució de problemes relacionats amb la llengua.
La lingüística aplicada és, doncs, una orientació d'intersecció amb un doble propòsit. Per una banda, produir coneixements lingüístics i, per una altra banda, aplicar aquests coneixements a la identificació i solució de diversos problemes pràctics. En aquest sentit, la lingüística aplicada actua d'intermediària o mediadora entre les disciplines teòriques i la seva praxi en problemes reals. Això no vol dir que la teoria ―o lingüística teòrica― i la seva aplicació ―o lingüística aplicada― s'excloguin, sinó que es relacionen i són interdependents. Així, la lingüística teòrica necessita comprovar les seves teories per mitjà de la seva aplicació i la lingüística aplicada ha de recórrer necessàriament a aquests principis per explicar i resoldre els problemes relacionats amb la llengua. D'aquesta manera, la lingüística aplicada no és una ciència estàtica, sinó dinàmica, una característica que li permet una màxima adaptabilitat a les necessitats i als problemes que se li plantegen.
Tal com diu Wilkins (1999):
| « | En un sentit ampli, la lingüística aplicada s'ocupa de millorar la comprensió del paper de la llengua en els assumptes humans i, per tant, de proveir de coneixements necessaris per a aquells responsables per tal de prendre decisions relacionades amb el llenguatge, tant si les necessitats es presenten a l'aula com a la feina, al tribunal de justícia o al laboratori. | » |

## El concepte d'aplicada
Les dues principals característiques de la lingüística aplicada són el seu caràcter interdisciplinari i la seva finalitat pràctica. És una disciplina que es configura com una dimensió particular de la lingüística, una lingüística concebuda actualment com el conjunt de les ciències del llenguatge, és a dir, el llenguatge verbal humà. La dimensió aplicada sorgeix de bases teòriques que es troben a cavall entre les pròpies de l'anomenada «lingüística tradicional» amb aquelles amb què s'intersecciona la lingüística en el moment d'analitzar i solucionar problemes pràctics; problemes en què, de forma directa o indirecta, el llenguatge humà és present. Tal com diu Payrató (2011):
| « | Sigui quin sigui l'estatus precís que vagi adquirint la lingüística aplicada […], és indubtable que les demandes socials i professionals del món actual justifiquen sobradament la necessitat d'aprofundir i impulsar els estudis aplicats i, per consegüent, les anàlisis en què convergeixen els aspectes teòrics i pràctics de les ciències del llenguatge, tan diverses ―inevitablement― com ho podrien ser les funcions que compleix en les societats contemporànies. | » |

Seguint Payrató (2011), la lingüística aplicada és una subdisciplina o branca lingüística que consisteix a aplicar teories lingüístiques a un domini pràctic. La «finalitat pràctica» de què es parlava anteriorment va íntimament lligada al concepte d'«aplicació» d'aquesta disciplina. És un concepte que implica habilitat o capacitat teòrico-pràctica, és a dir, la combinació d'una activitat teòrica (anàlisi o valoració), que podríem anomenar diagnòstic, i teràpia o estratègies d'actuació amb una activitat pràctica de diversos tipus, ja sigui l'ús de mitjans, de tècniques o instruments i la recopilació de dades, entre d'altres.
L'altra característica bàsica de la lingüística aplicada és el seu caràcter interdisciplinari. L'expansió dels límits de la lingüística tradicional, anomenada actualment ciències del llenguatge per avenir-se millor amb la seva realitat, és el resultat de la intersecció d'aquests límits amb els d'altres disciplines científiques o bé de matisos i canvis importants pel que fa a les perspectives d'estudi. La intersecció dels camps d'anàlisi més tradicionals amb aquells que són més nous ha revolucionat tot el panorama lingüístic i l'ha convertit en un mosaic de subdisciplines. D'aquesta manera, la lingüística aplicada ja no es pot entendre com una simple branca interna de la lingüística ni tampoc com una interdisciplina, sinó que s'ha de teoritzar com una dimensió o una orientació del coneixement lingüístic, present en totes les branques de les ciències del llenguatge.

## Història de la lingüística aplicada
Si bé la lingüística aplicada és una ciència jove, els seus primers referents es troben a Collitz (1925), qui, en una nota sobre el naixement de la prestigiosa revista Language, ja feia referència a una dimensió aplicada de la lingüística, juntament amb una dimensió general (sincrònica) i una altra d'històrica o evolutiva (diacrònica). En paraules textuals, «a una tercera subdivisió de la lingüística ―com la resta, de grans dimensions― podem assignar-li el nom de lingüística “pràctica” o “aplicada”.»
Tot i aquest referent a la dècada dels anys 20, l'origen de la lingüística aplicada es troba cap als volts de 1948, amb la publicació d'una altra revista, en aquest cas, Language Learning: A Journal of Applied Linguistics. D'aleshores ençà, el terme lingüística aplicada s'ha interpretat de moltes formes diferents, especialment relacionada amb l'ensenyament de llengües estrangeres; d'aquí el nom d'aquesta revista. Als anys 1950, aquesta disciplina era considerada sinònima de la lingüística estructural i funcional, aplicada directament a l'ensenyament de llengües estrangeres a diversos centres acadèmics dels Estats Units d’Amèrica.
Posteriorment, cap al 1960 aquesta disciplina encara es veu íntimament relacionada amb la seva aplicació en el món de l'ensenyament de llengües. I és que una de les derivacions amb més tradició en l'àmbit de la lingüística aplicada és el camp de l'ensenyament de segones llengües, a partir dels intents de la lingüística nord-americana ―especialment després de la Segona Guerra Mundial― per establir mecanismes didàctics que fessin possible la comprensió i expressió en altres llengües en el menor temps possible.
D'aquesta manera, la lingüística aplicada neix estretament lligada a l'aprenentatge de llengües estrangeres, un dels camps més característics de la disciplina, fins al punt que en alguns moments històrics i en algunes tradicions d'estudi, «lingüística aplicada» i «ensenyament de llengües» arribaran a convertir-se en sinònims. Paral·lelament a aquesta visió, també comença a aplicar-se en temes com l'avaluació de llengües, la política lingüística i en l'èmfasi propi de la dècada de l'ensenyament de segones llengües basat en l'aprenentatge.
La confluència de visions sobre l'àmbit de recerca de la lingüística aplicada es troba en el I Col·loqui Internacional de Lingüística Aplicada, celebrat per l'AILA (Association Internationale de Linguistique Appliquée) l'any 1964 a Nancy (Lorena, França), el primer d'una sèrie sense interrupció de congressos multitudinaris triennals les últimes edicions del qual s'han fet a Sydney (1987), Tessalònica (1990), Amsterdam (1993), Jyväskylä (Finlàndia, 1996), Tòquio (1999), Singapur (2002), Madison (Wisconsin, EUA, 2005), Essen (Alemanya, 2008) i Pequín (Xina, 2011). El proper congrés se celebrarà a Brisbane (Austràlia) l'any 2014.
Les demandes socials vinculades a l'ensenyament de segones llengües de seguida es van començar a concebre en paral·lel amb la resta de demandes, però considerades fins a aquell moment tasques massa diverses o allunyades, com l'elaboració de diccionaris, la traducció, etcètera. La coordinació progressiva d'aquestes demandes socials coincideixen amb l'aparició i consolidació de nous camps interdisciplinaris directament relacionats amb tasques com la sociolingüística o l'antropologia lingüística, entre d'altres. Aquest fenomen es generalitza poc temps després de la Segona Guerra Mundial i es manifesta durant les dècades dels anys 60 i 70.
És doncs a partir d'aquest moment, que la lingüística aplicada amplia el ventall de camps d'investigació basat en la resolució de problemes de la vida real basats en el llenguatge. Mentre que l'ensenyament de llengües encara és el nucli central, a poc a poc s'inclouen dins d'aquesta disciplina matèries com l'adquisició de llengües, la gestió del multilingüisme, els drets de les llengües minoritàries i la planificació i la política lingüístiques. Autors com Kaplan o Widdowson en són bons exemples.
Aquesta visió de la lingüística aplicada com una disciplina que es basa en la resolució de problemes comporta quatre conseqüències que marcaran la seva metodologia de recerca.
- Per començar, el reconeixement de la importància del context i de l'anàlisi de necessitats i la gestió de les variables que poden interferir en la seva recerca.
- En segon lloc, la visió de la llengua com a discurs funcional, amb la consegüent aproximació a la lingüística descriptiva en matèria de solucions als problemes plantejats.
- En tercer lloc, el reconeixement de la interdisciplinarietat de la lingüística aplicada, emprant eines d'altres disciplines per tal de solucionar els problemes plantejats.
- Finalment, destaca la cerca de noves metodologies de recerca.

Aquesta corrent va evolucionar envers una nova ―i fugaç― nomenclatura i perspectiva d'«aplicacions de la lingüística». Destaquen alguns autors com Davies i Elder (2004), que plantegen la lingüística aplicada com la mediadora entre la lingüística teòrica i l'aplicació pràctica en el si de la societat dels seus postulats, i les aplicacions de la lingüística com el conjunt d’aplicacions per se que s'utilitzen ad hoc per resoldre problemes basats en la llengua.
A la dècada de 1980, la lingüística aplicada s'estén per totes les disciplines amb què es coneix actualment, en què s'hi afegeixen la lexicografia, la traducció i la interpretació, la lingüística computacional, la lingüística de corpus i la llengua a l'empresa en termes de perfils lingüístics professionals. Aquesta ampliació de la disciplina es recull en els primers deu anys de la revista Applied Linguistics i a l'Annual Review of Applied Linguistics.

## Lingüística teòrica i lingüística aplicada
La intersecció de la lingüística aplicada amb la resta de disciplines que tenen el llenguatge com a element potencial d'investigació va provocar un xoc a la dècada dels anys 80 entre la visió de la lingüística aplicada, basada en la resolució de problemes de caràcter social i basats en la llengua i la comunicació, i la lingüística teòrica, desconnectada de l'ús real del llenguatge.
| « | Tant en la direcció […] assenyalada per Corder, entre d'altres, […] la lingüística aplicada ha estat considerada durant cert temps com una branca menor de la lingüística, com el camp apropiat per a la posada en pràctica dels principis teòrics i explicitacions d'aquesta ciència. Tal apreciació, que en cap cas coincideix amb l'esperit que la va veure néixer, a saber, desfer l'antítesi tradicional entre les ciències empíriques i humanístiques, ha aconseguit que determinats lingüistes, en detriment del seu propi objecte d'estudi, estableixin una forta dicotomia ―marcada la majoria de cops per la polèmica― entre l'anomenada lingüística teòrica per un costat i l'aplicada per un altre costat […]. | » |

La lingüística tradicional ―etiquetada sovint com a lingüística teòrica― no aporta les teories pertinents per tal de solucionar problemes que es plantegen en la vida social i que, en última instància, determinen la raó de ser de la lingüística aplicada. Aquesta disciplina necessita, des del mateix moment de néixer, una dimensió teòrica que abordi no només la seva articulació interna (determinació de l'objecte, objectiu i metodologia), sinó també l'anàlisi del mateix objecte. Segons Payrató (2011), «en altres paraules, la lingüística aplicada teoritzarà des del principi sobre el que es podrien denominar àrees laterals o perifèriques de la lingüística “clàssica”.»
Corder (1973, 1992) va plantejar que «l'aplicació del coneixement lingüístic a un objecte és una activitat. No es tracta d'un estudi teòric. Utilitza els descobriments dels estudis teòrics. El lingüista aplicat es val de les teories: és un consumidor i no un productor de teories.» En poques paraules, Corder estableix que la lingüística aplicada és una activitat i no pas un estudi amb caràcter teòric. El professional d'aquesta disciplina ―el lingüista aplicat―, doncs, és un consumidor i no pas un productor de teories. Com es pot observar, per tant, Corder proposa clarament uns paràmetres que permeten identificar una lingüística teòrica d'una lingüística aplicada.
A l'altra banda del plantejament, un altre autor, Brown (2006), proposa que les teories més poderoses són aquelles que es comproven a través de la investigació aplicada i la millor activitat aplicada és aquella que es fonamenta científicament en el poder explicatiu d'un paradigma teòric.
Tot i proposar a priori aquesta radicalitat conceptual, Corder estableix que la lingüística aplicada és una activitat que es basa en la identificació i solució de problemes relacionats amb el llenguatge. Aquests problemes es resolen tenint en compte els principis teòrics de l'estudi científic del llenguatge i del seu paper en el context social. Uns problemes, a més, que no són només derivats de l'aprenentatge i ensenyament de llengües, sinó també de totes aquelles disciplines que treballen amb la llengua, com la psicolingüística, la lingüística forense o la sociolingüística.
Tornant a la problemàtica abans descrita, l'oficialització de les denominacions de lingüística teòrica i lingüística aplicada ha conduït a la concepció errònia que la lingüística aplicada manca de dimensió teòrica. Aquesta diferenciació mostra dues lingüístiques separades i amb possibilitat d'autoexcloure's. Ben bé al contrari, una i altra s'interrelacionen i són interdependents. Aquesta concepció és, en paraules de Payrató (2011), «absurda o, si més no, excessivament reduccionista i elemental. Allò que al cap i a la fi ha caracteritzat la lingüística aplicada és la finalitat o darrer objectiu de la teorització que reorienta la simple adquisició de coneixements sobre un objecte d'anàlisi per plantejar la resolució de problemes pràctics.» Uns problemes pràctics que són propis de la interacció social i que exigeixen un tipus concret de tractament i de resposta, que és inconcebible des d'un nucli teòric construït al marge de possibles aplicacions.
Aquesta reorientació dels objectius s'acompanya d'una reducció en el grau d'abstracció a nivell teòric, és clar, però aquesta reducció no significa que les dimensions de la lingüística aplicada es converteixin en simples tècniques o en receptes que resolguin problemes d'una forma mecànica. Es pot afirmar, doncs, que la lingüística aplicada no se subordina a la teoria del llenguatge, sinó que la fa servir i la completa de forma interdisciplinària a través de l'experiència adquirida per mitjà de la resolució de problemes reals en la societat.
| « | En definitiva, doncs, la lingüística aplicada es pot concebre com una orientació o dimensió de la investigació lingüística pròpia de tots els camps d’estudi inclosos en les ciències del llenguatge que, partint de marcs (teòrics) interdisciplinaris, persegueix com a objectiu la resolució de problemes (pràctics) derivats de la praxi lingüística, de l'ús lingüístic en què es concentra la capacitat humana del llenguatge. | » |

## Àrees temàtiques de recerca
Un dels fonaments de la lingüística aplicada és la comunicació per mitjà del llenguatge verbal. La lingüística aplicada neix i es desenvolupa en terrenys d'intersecció, que són al mateix temps zones en què hi ha problemes de comunicació. El lingüista aplicat, doncs, no només serveix de font de consulta davant dels problemes, sinó que els identifica, n’especifica la naturalesa i en formula preguntes i hipòtesis per tal de resoldre'ls, segons els principis que deriven de l'estudi científic del llenguatge. Per tant, la lingüística aplicada no pretén resoldre els problemes del llenguatge només des del punt de vista lingüístic, sinó també des de tots els punts que resulten de la seva intersecció amb altres disciplines, és a dir, psicolingüístics, sociolingüístics, etnolingüístics, antropolingüístics, etcètera.
Aquesta fonamentació sobre els aspectes de la comunicació humana amb el llenguatge verbal justifiquen l'amplària, la varietat i fins i tot l'heterogeneïtat de les seves àrees temàtiques. Tatiana Slama-Cazacu (1984) és l'autora que ha sabut sintetitzar millor la complexitat i diversitat dels àmbits de la lingüística aplicada. Al congrés de l'American Association of Applied Linguistics (AAAL) de l’any 2002 es van establir els àmbits de recerca de la lingüística aplicada. Malgrat la diversitat de llistats, els principals àmbits de la lingüística aplicada són els següents:
- Llengua i educació

- Ensenyament de primeres llengües o llengües maternes
- Ensenyament de segones llengües o llengües estrangeres
- Ensenyament de llengües amb finalitats professionals
- Avaluació de llengües

- Llengua i ment

- Lingüística clínica
- Psicolingüística
- Neurolingüística

- Llengua i empresa

- Disseny de perfils lingüístics professionals
- Assessorament lingüístic
- Màrqueting lingüístic

- Llengua i societat

- Dialectologia
- Planificació lingüística
- Política lingüística
- Anàlisi del discurs
- Sociolingüística

- Llengua i dret

- Lingüística forense

- Llengua i informació

- Traducció i interpretació
- Lexicografia i terminologia
- Lingüística de corpus
- Lingüística computacional

Tot i així, l'àmbit que per tradició sempre ha tingut un pes major ha estat l'ensenyament i l'aprenentatge de segones llengües. Arreu del món hi ha un gran nombre de persones que parlen més d'una llengua. En alguns països, fins i tot, és necessària una segona llengua com a «comú denominador» o lingua franca quan la població parla una gran varietat de llengües. Cal tenir en compte que l'ensenyament de llengües estrangeres requereix coneixements lingüístics per formular els principis d'aprenentatge i els procediments per a l'ensenyament. La lingüística aplicada, en conseqüència, s'encarrega de proposar possibles solucions a problemes pedagògics amb base a la teoria lingüística.

## Metodologia de recerca
La lingüística aplicada és una mediadora entre el camp de l'activitat teòrica i pràctica, orientada a la resolució de problemes, científica i educativa, ja que des del punt de vista del mètode, segons Slama-Cazacu (1981), no hi ha diferències entre una ciència aplicada i una altra de diferent, sinó que les mateixes exigències metodològiques són vàlides en els dos casos.
Per definir la lingüística aplicada i emmarcar-la en un sistema científic, el més útil és prendre com a criteri principal l'objectiu de les diverses recerques lingüístiques: la lingüística aplicada és el domini caracteritzat per l'estudi de la llengua fet amb un propòsit bàsicament aplicat i serveix directament i específicament per aconseguir un objectiu pràctic.
Retornant a Payrató (2011), la lingüística aplicada és una orientació de la investigació lingüística de les ciències del llenguatge. Amb aquesta orientació, i des d'un marc teòric interdisciplinari, la lingüística aplicada té una finalitat eminentment pràctica que consisteix a resoldre els problemes provocats pels processos comunicatius propis de les societats actuals. Com a activitat teòrico-pràctica, les seves bases teòriques s'han de buscar en una doble vessant:
- Teoria lingüística: el corrent teòric central de la teoria del llenguatge. La dimensió aplicada no tindria sentit si es distanciés dels resultats de la investigació teòrica sobre els principis que regulen el llenguatge humà.
- Interdisciplinarietat: la teoria lingüística s'ha de completar amb la investigació teòrica que es duu a terme en terrenys que tenen el llenguatge com a comú denominador o àmbit de recerca, com és el cas de la psicolingüística.

Les dades amb què treballa la lingüística aplicada són de tipus lingüístic, però es tracta de dades sobre usos lingüístics que, a causa dels objectius pràctics de la disciplina, no es poden descontextualitzar per tal de no falsar des d'un bon principi el material d'estudi. No descontextualitzar aquestes dades significa acceptar la seva naturalesa multidisciplinària i el seu caràcter allunyat de les mostra lingüística més tradicional.
Segons Slama-Cazacu (1984), la lingüística aplicada arriba a una teoria i a uns principis generals a partir de l'abstracció i la comparació de diferents contextos pràctics. En cadascun d'ells, els fets de llengua es recullen en funció d'uns objectius pràctics específics i es formulen en el metallenguatge propi de la disciplina.
Kaplan (1980) atorga a la lingüística aplicada un paper preeminentment com a zona de confluència entre altres disciplines; un espai de convergència de teories i activitats amb un nivell de complexitat diferent que evoluciona constantment per la mateixa dinàmica de les noves teories relacionades amb el llenguatge humà.

## Estat actual i futur
La lingüística aplicada ha seguit durant els darrers trenta anys un procés que l'ha duta a un grau creixent d'institucionalització:
- La creació d'una associació internacional de gran envergadura: l'Associació Internacional de Lingüística Aplicada (AILA), nascuda a Nancy l'any 1964. A Espanya, destaca la seva filial, l'Associació Espanyola de Lingüística Aplicada (AESLA).
- La celebració de congressos mundials cada tres anys que es duen a terme des de 1964. Paral·lelament, a l'Estat espanyol es fa anualment un Congreso Nacional de Lingüística Aplicada, celebrat a diferents universitats estatals ininterrompudament des de l'any 1983.
- L'aparició de nombroses revistes dedicades totalment o parcial a la seva temàtica.[a]
- La seva introducció als estudis universitaris. A la Xarxa Vives d'Universitats, es pot destacar la presència de matèries centrades en la lingüística aplicada en graus de lingüística, traducció, mediació, o comunicació intercultural.

A partir dels anys 90, la lingüística aplicada es mou en les set aplicacions o èmfasis diversos que la caracteritzen actualment:
- L'aprenentatge i ensenyament de llengües (primeres, segones i d'especialitat) i el reciclatge de professors. En poques paraules, el lingüista aplicat ha de ser un mediador per al professorat, que també ha d'emprendre la seva pròpia recerca.
- Els estudis crítics del discurs, la pedagogia, els drets dels estudiants, les pràctiques crítiques d'avaluació i l'ètica en l'avaluació i l'ensenyament.
- Els usos lingüístics en entorns acadèmics, disciplinaris i professionals.
- L'anàlisi descriptiva de la llengua en contextos reals i l'aplicació de l'anàlisi de corpus lingüístics, així com la variació de registres i de gènere.[b]
- La gestió del multilingüisme i les interaccions bilingües a l'escola, la comunitat i els entorns professionals, i la política lingüística a nivell estatal o regional. El bilingüisme s'associa a la necessitat de negociar situacions amb altres grups culturals i lingüístics, de manera que la necessitat de comunicació és bàsica de la lingüística aplicada. La gestió del multilingüisme abraça l'educació bilingüe, les llengües dels migrants, la igualtat de drets de comunicació i de llengua en l'àmbit social i les polítiques lingüístiques relacionades amb l'ús multilingüe.
- L'avaluació de llengües i la teorització del concepte de la validesa. Així mateix, destaca les aplicacions de la lingüística computacional, l'ètica i la crítica en l'avaluació i la innovació en la metodologia d'anàlisi i recerca de dades.
- La mediació entre la teoria i la praxi en la societat. En definitiva, el paper de la lingüística aplicada com a pont entre la recerca i la pràctica.

Segons Grabe (2002), les principals línies de recerca que es postulen per a les pròximes dècades tenen a veure amb la lingüística de corpus, les aplicacions informàtiques per a objectius de recerca i noves formes de revisió i avaluació de dades lingüístiques. L'avaluació de l'aprenentatge de llengües es veurà relacionat amb la validesa, la seva equitat i l'ètica a l'hora d’avaluar. La lingüística aplicada prestarà més atenció a la recerca sobre motivació, actituds i afecte a l'aula, de la mateixa manera que les teories d'aprenentatge prendran un pes superior en l'àmbit de l'ensenyament de segones llengües.
D'altra banda, totes aquestes vies de recerca asseguren que la lingüística aplicada seguirà sent en el futur una orientació lingüística basada en la interdisciplinarietat. Tenint en compte que la resolució de problemes socials de comunicació basats en el llenguatge són un àmbit molt ampli per la diversitat de disciplines que hi interfereixen, la col·laboració entre la lingüística aplicada i la resta de disciplines que tinguin el llenguatge com a àmbit d'investigació haurà de ser molt íntima per tal de donar solucions efectives.

### Associacions internacionals

#### Àfrica
- Southern African Applied Linguistics Association <http://www.saala.org.za/>

#### Amèrica
- American Association for Applied Linguistics <http://www.aaal.org/>
- Center for Applied Linguistics <http://www.cal.org/>
- Canadian Association of Applied Linguistics <http://www.aclacaal.org/>
- Asociación Mexicana de Lingüística Aplicada <http://www.cele.unam.mx/amla/ Arxivat 2015-05-20 a Wayback Machine.>
- Asociación de Lingüística y Filología de América Latina/Associação de Lingüística e Filologia da América Latina <http://www.mundoalfal.org/>

#### Àsia
- Asian Association of TEFL (Asia TEFL) <http://www.asiatefl.org/>
- Applied Linguistics Association of Korea <http://www.alak.or.kr/index.asp Arxivat 2008-04-15 a Wayback Machine.>
- China English Language Education Association <http://www.celea.org.cn/>
- Hong Kong Association for Applied Linguistics <http://www.haal.hk/>
- Japan Association of College English Teachers <http://www.jacet.org/index.html Arxivat 2009-06-10 a Wayback Machine.>
- Linguistic Society of the Philippines <http://www.dlsu.edu.ph/inside/organizations/lsp/default.asp Arxivat 2014-12-27 a Wayback Machine.>
- Singapore Association for Applied Linguistics <http://www.saal.org.sg/ Arxivat 2015-02-18 a Wayback Machine.>
- Israel Association of Applied Linguistics <http://www.tau.ac.il/~ilash/ Arxivat 2013-04-05 a Wayback Machine.>

#### Europa
- Association Belge de Linguistique Appliquée <http://www.abla.be/ Arxivat 2014-12-18 a Wayback Machine.>
- Asociación Española de Lingüística Aplicada <http://www.aesla.uji.es/ Arxivat 2014-05-31 a Wayback Machine.>
- Association Finlandaise de Linguistique Appliquée <http://www.cc.jyu.fi/~kmantyla/afinla/!index.html Arxivat 2007-06-09 a Wayback Machine.>
- Association Française de Linguistique Appliquée <http://www.afla-asso.org/>
- Associazione Italiana di Lingüística Applicata <http://www.aitla.unimo.it/ Arxivat 2009-07-23 a Wayback Machine.>
- Association Néerlandaise de Linguistique Appliquée <http://www.aila.info/about/org/ic.htm#SG Arxivat 2008-09-08 a Wayback Machine.>
- Association Norvegienne de Linguistique Appliquée <http://www.hf.ntnu.no/anla/ Arxivat 2011-10-02 a Wayback Machine.>
- Association Suédoise de Linguistique Appliquée <http://www.nordiska.su.se/asla/ Arxivat 2009-06-25 a Wayback Machine.>
- Association Suisse de Linguistique Appliquée <http://www.vals-asla.ch/cms/ Arxivat 2009-08-18 a Wayback Machine.>
- British Association for Applied Linguistics <http://www.baal.org.uk/>
- Estonian Association of Applied Linguistics <http://www.eki.ee/rakenduslingvistika/index_eng.php Arxivat 2008-05-02 a Wayback Machine.>
- Gesellschaft für Angewandte Linguistik <http://www.gal-ev.de/>
- Greek Applied Linguistics Association <http://www.enl.auth.gr/gala/>
- Irish Association for Applied Linguistics <http://www.iraal.ie/>
- Polish Association of Applied Linguistics <http://www.ocot.pl/st_ptls.php?id=8 Arxivat 2008-05-22 a Wayback Machine.>

#### Oceania
- Applied Linguistics Association of New Zealand <http://www.victoria.ac.nz/lals/about/alanz/alanz.html>
- Applied Linguistics of Association of Australia <http://www.latrobe.edu.au/alaa/ Arxivat 2009-07-26 a Wayback Machine.>